# Europapokal der Landesmeister 1982/83
Der Europapokal der Landesmeister 1982/83 war die 28. Auflage des Wettbewerbs. 33 Klubmannschaften nahmen teil, darunter 32 Landesmeister der vorangegangenen Saison und mit Aston Villa der Titelverteidiger. Die griechische Hauptstadt Athen war mit dem Olympiastadion am 25. Mai 1983 Austragungsort des Endspiels.

## Modus
Die Teilnehmer spielten im reinen Pokalmodus mit (bis auf das Finale) Hin- und Rückspielen um die Krone des europäischen Vereinsfußballs. Bei Torgleichstand zählte zunächst die größere Zahl der auswärts erzielten Tore; gab es auch hierbei einen Gleichstand, wurde das Rückspiel verlängert und ggf. sofort anschließend ein Elfmeterschießen zur Entscheidung ausgetragen.

## Vorrunde
Das Hinspiel fand am 25. August, das Rückspiel am 1. September 1982 statt.
|                 | Gesamt |                | Hinspiel | Rückspiel |
| --------------- | ------ | -------------- | -------- | --------- |
| Dinamo Bukarest | 4:3    | Vålerenga Oslo | 3:1      | 1:2       |

## 1. Runde
Die Hinspiele fanden am 15. (Dundalk vs. Liverpool am 14.), die Rückspiele am 29. (Liverpool vs. Dundalk am 28.) September 1982 statt.

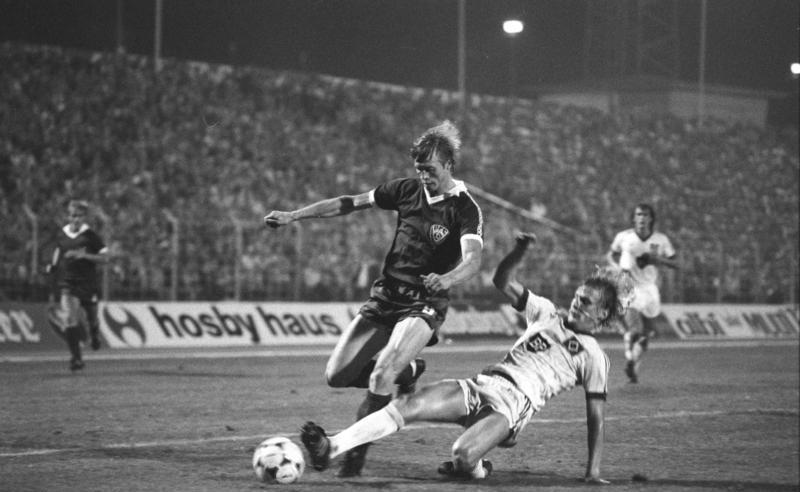
BFC Dynamo-Hamburger SV 1:1

|                          | Gesamt    |                             | Hinspiel | Rückspiel |
| ------------------------ | --------- | --------------------------- | -------- | --------- |
| Dundalk FC               | 1:5       | FC Liverpool                | 1:4      | 0:1       |
| Hibernians Football Club | 2:7       | Widzew Łódź                 | 1:4      | 1:3       |
| Standard Lüttich         | 5:3       | Rába ETO Győr               | 5:0      | 0:3       |
| BFC Dynamo               | 1:3       | Hamburger SV                | 1:1      | 0:2       |
| Hvidovre IF              | 4:7       | Juventus Turin              | 1:4      | 3:3       |
| Grasshopper Club Zürich  | 0:4       | Dynamo Kiew                 | 0:1      | 0:3       |
| Celtic Glasgow           | 4:3       | Ajax Amsterdam              | 2:2      | 2:1       |
| AS Monaco                | 0:2       | ZSKA Sofia                  | 0:0      | 0:2 n. V. |
| Aston Villa              | 3:1       | Beşiktaş Istanbul           | 3:1      | 0:0       |
| FC Avenir Beggen         | 00:13     | SK Rapid Wien               | 0:5      | 0:8       |
| KS 17. Nëntori Tirana    | (a)2:2(a) | Linfield FC                 | 1:0      | 1:2       |
| Dinamo Bukarest          | 3:2       | FK Dukla Prag               | 2:0      | 1:2 n. V. |
| Dinamo Zagreb            | 1:3       | Sporting Lissabon           | 1:0      | 0:3       |
| Víkingur Reykjavík       | 2:4       | Real Sociedad San Sebastián | 0:1      | 2:3       |
| Olympiakos Piräus        | 2:1       | Östers IF                   | 2:0      | 0:1       |
| Omonia Nikosia           | 2:3       | HJK Helsinki                | 2:0      | 0:3       |

## 2. Runde
Die Hinspiele fanden am 20. Oktober, die Rückspiele am 3. November 1982 statt.
|                             | Gesamt    |                       | Hinspiel | Rückspiel |
| --------------------------- | --------- | --------------------- | -------- | --------- |
| HJK Helsinki                | 1:5       | FC Liverpool          | 1:0      | 0:5       |
| Standard Lüttich            | 1:3       | Juventus Turin        | 1:1      | 0:2       |
| Dinamo Bukarest             | 2:6       | Aston Villa           | 0:2      | 2:4       |
| Real Sociedad San Sebastián | 3:2       | Celtic Glasgow        | 2:0      | 1:2       |
| Hamburger SV                | 5:0       | Olympiakos Piräus     | 1:0      | 4:0       |
| ZSKA Sofia                  | (a)2:2(a) | Sporting Lissabon     | 2:2      | 0:0       |
| Dynamo Kiew                 | 1         | KS 17. Nëntori Tirana |          |           |
| SK Rapid Wien               | 5:6       | Widzew Łódź           | 2:1      | 3:5       |

## Viertelfinale
Die Hinspiele fanden am 2., die Rückspiele am 16. März 1983 statt.
|                   | Gesamt |                             | Hinspiel | Rückspiel |
| ----------------- | ------ | --------------------------- | -------- | --------- |
| Widzew Łódź       | 4:3    | FC Liverpool                | 2:0      | 2:3       |
| Dynamo Kiew       | 2:4    | Hamburger SV                | 00:3 2   | 2:1       |
| Sporting Lissabon | 1:2    | Real Sociedad San Sebastián | 1:0      | 0:2       |
| Aston Villa       | 2:5    | Juventus Turin              | 1:2      | 1:3       |

## Halbfinale
Die Hinspiele fanden am 6., die Rückspiele am 20. April 1983 statt.
|                             | Gesamt |              | Hinspiel | Rückspiel |
| --------------------------- | ------ | ------------ | -------- | --------- |
| Juventus Turin              | 4:2    | Widzew Łódź  | 2:0      | 2:2       |
| Real Sociedad San Sebastián | 2:3    | Hamburger SV | 1:1      | 1:2       |

## Finale
| Hamburger SV                               | Hamburger SV | Juventus Turin | Juventus Turin |
| ------------------------------------------ | --- | --- | -------------- |
| Hamburger SV                               | \| 25. Mai 1983 in Athen (Olympiastadion) \| \| Ergebnis: 1:0 (1:0) \| \| Zuschauer: 73.500 \| \| Schiedsrichter: Nicolae Rainea ( Rumänien) \|                                                                                           | \| 25. Mai 1983 in Athen (Olympiastadion) \| \| Ergebnis: 1:0 (1:0) \| \| Zuschauer: 73.500 \| \| Schiedsrichter: Nicolae Rainea ( Rumänien) \|                                                                                       | Juventus Turin |
| Hamburger SV                               | Uli Stein – Holger Hieronymus – Manfred Kaltz, Ditmar Jakobs, Bernd Wehmeyer – Wolfgang Rolff, Jürgen Groh, Felix Magath, Jürgen Milewski – Horst Hrubesch , Lars Bastrup (56. Thomas von Heesen) Cheftrainer: Ernst Happel ( Österreich) | Dino Zoff – Claudio Gentile, Gaetano Scirea, Sergio Brio, Antonio Cabrini – Massimo Bonini, Marco Tardelli, Michel Platini, Zbigniew Boniek – Roberto Bettega, Paolo Rossi (56. Domenico Marocchino) Cheftrainer: Giovanni Trapattoni | Juventus Turin |
| Hamburger SV                               | 1:0 Felix Magath (8.) | | Juventus Turin |
| Hamburger SV                               | Wolfgang Rolff, Jürgen Groh | Massimo Bonini, Antonio Cabrini | Juventus Turin |
| 25. Mai 1983 in Athen (Olympiastadion)     | | |                |
| Ergebnis: 1:0 (1:0)                        | | |                |
| Zuschauer: 73.500                          | | |                |
| Schiedsrichter: Nicolae Rainea ( Rumänien) | | |                |

## Beste Torschützen
| Rang | Spieler            | Klub                        | Tore |
| ---- | ------------------ | --------------------------- | ---- |
| 1    | Paolo Rossi        | Juventus Turin              | 6    |
| 2    | Michel Platini     | Juventus Turin              | 5    |
|      | Gary Shaw          | Aston Villa                 | 5    |
| 4    | Lars Bastrup       | Hamburger SV                | 4    |
|      | Hans Krankl        | SK Rapid Wien               | 4    |
|      | Mirosław Tłokiński | Widzew Łódź                 | 4    |
|      | Pedro Uralde       | Real Sociedad San Sebastián | 4    |

## Eingesetzte Spieler Hamburger SV
In Klammern hinter den Spielern die Anzahl der Einsätze und Tore.
| Hamburger SV | Hamburger SV |
| ------------ | --- |
| Hamburger SV | - Tor: Uli Stein (9/-) - Abwehr: Ditmar Jakobs (9/1); Jürgen Groh (9/-); Manfred Kaltz (9/-); Bernd Wehmeyer (9/-); Boriša Đorđević (1/-) - Mittelfeld: Felix Magath (9/2); Holger Hieronymus (8/-); Jimmy Hartwig (7/2); Wolfgang Rolff (7/2); Thomas von Heesen (5/2) - Sturm: Lars Bastrup (8/4); Horst Hrubesch (8/2); Jürgen Milewski (7/1) - Trainer: Ernst Happel |